# Een vrouw van klasse
Een vrouw van klasse is een hoorspel van Jochen Ziem. Die Klassefrau werd op 19 maart 1974 door de Westdeutscher Rundfunk uitgezonden. Otto Dijk vertaalde het en de NCRV zond het uit op maandag 19 januari 1976. De regisseur was Ab van Eyk. Het hoorspel duurde 55 minuten.

## Rolbezetting
- Petra Dumas (Ellen)
- Hans Fuchs (Frans)
- Bob van Tol (de dichter)
- Maria Lindes (Lia)
- Tine Medema (oude patiënte)
- Noëlla Keymolen (hoofdzuster)
- Frans Somers (vader van de bruid)

## Inhoud
Ellen, een vrouw uit een degelijk burgerlijk gezin, leeft van de alimentatie van haar gescheiden man en leert de jonge, ongeschoolde arbeider Frans kennen. Ze ontfermt zich over hem, trekt bij hem in en probeert zijn politiek bewustzijn aan te wakkeren. Als haar gescheiden man de betalingen stopzet, is ze gedwongen zelf in haar levensonderhoud te voorzien, maar ze houdt de praktische arbeid niet vol en begint te studeren, terwijl Frans verder werkt in een depot. Ze gaan uit elkaar. De poging om samen te leven is mislukt…